# Jewgeni Igorewitsch Siwoscheles
Jewgeni Igorewitsch Siwoscheles (russisch Евгений Игоревич Сивожелез, englische Transkription: Evgeny Igorevich Sivozhelez; * 6. August 1988 in Tschaikowski) ist ein russischer Volleyballspieler.

## Karriere
Siwoscheles begann seine Karriere 2000 im College-Team von Jugra Samotlor Nischnewartowsk. 2004 debütierte er in der russischen Junioren-Nationalmannschaft, mit der er im folgenden Jahr die Weltmeisterschaft gewann. 2008 gewann der Außenangreifer den russischen Pokal und wechselte zu VK Dynamo Moskau. Mit Dynamo unterlag er 2010 im Finale der Champions League gegen Trentino Volley. Anschließend ging er für eine Saison zu Fakel Nowy Urengoi. 2011 siegte Siwoscheles mit Russland bei der Universiade und im World Cup. Im gleichen Jahr kam er zu seinem heutigen Verein VK Zenit-Kasan. In seiner ersten Saison in Kasan wurde er russischer Meister und gewann die Champions League.